# Joseph Bonnel
Joseph Bonnel (ur. 4 stycznia 1939 w Florensac, zm. 13 lutego 2018) – francuski piłkarz i trener piłkarski, występujący podczas kariery zawodniczej na pozycji pomocnika. Uczestnik mistrzostw świata 1966.